# Лазина
Лазина (на словенски: Lazina) е село в Словения, регион Югоизточна Словения, община Жужемберк. Според Националната статистическа служба на Република Словения през 2015 г. селото има 17 жители.